# Kéthly Anna
Kéthly Anna (Budapest, 1889. november 16. – Blankenberge, Belgium, 1976. szeptember 7.) magyar szociáldemokrata politikus, az Országgyűlés második női képviselője, 1922-től 1948-ig parlamenti képviselő. Az 1956-os forradalom idején újjáalakult Magyarországi Szociáldemokrata Párt elnöke és a harmadik Nagy Imre-kormány államminisztere.

## Életpályája

### Fiatalkora
Kéthly Anna egy kilencgyermekes munkáscsalád második gyerekeként született. Apja Kéthly Sándor (1862–1940), villanyszerelő szakmunkás, majd vasúti művezető, anyja Rácz Erzsébet (1869–1924) háztartásbeli volt. Az apai nagyszülei az Ipolyságról származó idősebb Kéthly Sándor, paksi molnármester és Eberling Magdolna voltak.
Már fiatalon dolgoznia kellett, munka mellett végezte el a négy polgári iskolát. Ezután gyors- és gépírói, majd könyvelői képesítést szerzett. Közben egy konfekcióüzemben dolgozott, de gyenge fizikuma miatt nehezen bírta a megerőltető munkát. Először a Tolnai Világlapjánál kezdett dolgozni, majd 1907-től Kassán vállalt magántisztviselői állást különböző cégeknél. 1913-ban lép be a Tisztviselői Szakszervezetbe. A szakszervezeten keresztül került kapcsolatba az 1890-ben alakult Magyarországi Szociáldemokrata Párttal (MSZDP). A pártnak 1917-ben lett a tagja, csakúgy, mint a Magyarországi Magántisztviselők Országos Szövetségének.
Az 1918. október 28-án lezajlott őszirózsás forradalmat üdvözölte, hiszen a forradalom lehetőséget jelentett a polgári demokratikus társadalom kialakulására. A Tanácsköztársaságot ugyanakkor elítélte, jórészt a Lenin-fiúk atrocitásai miatt.

### A két világháború között

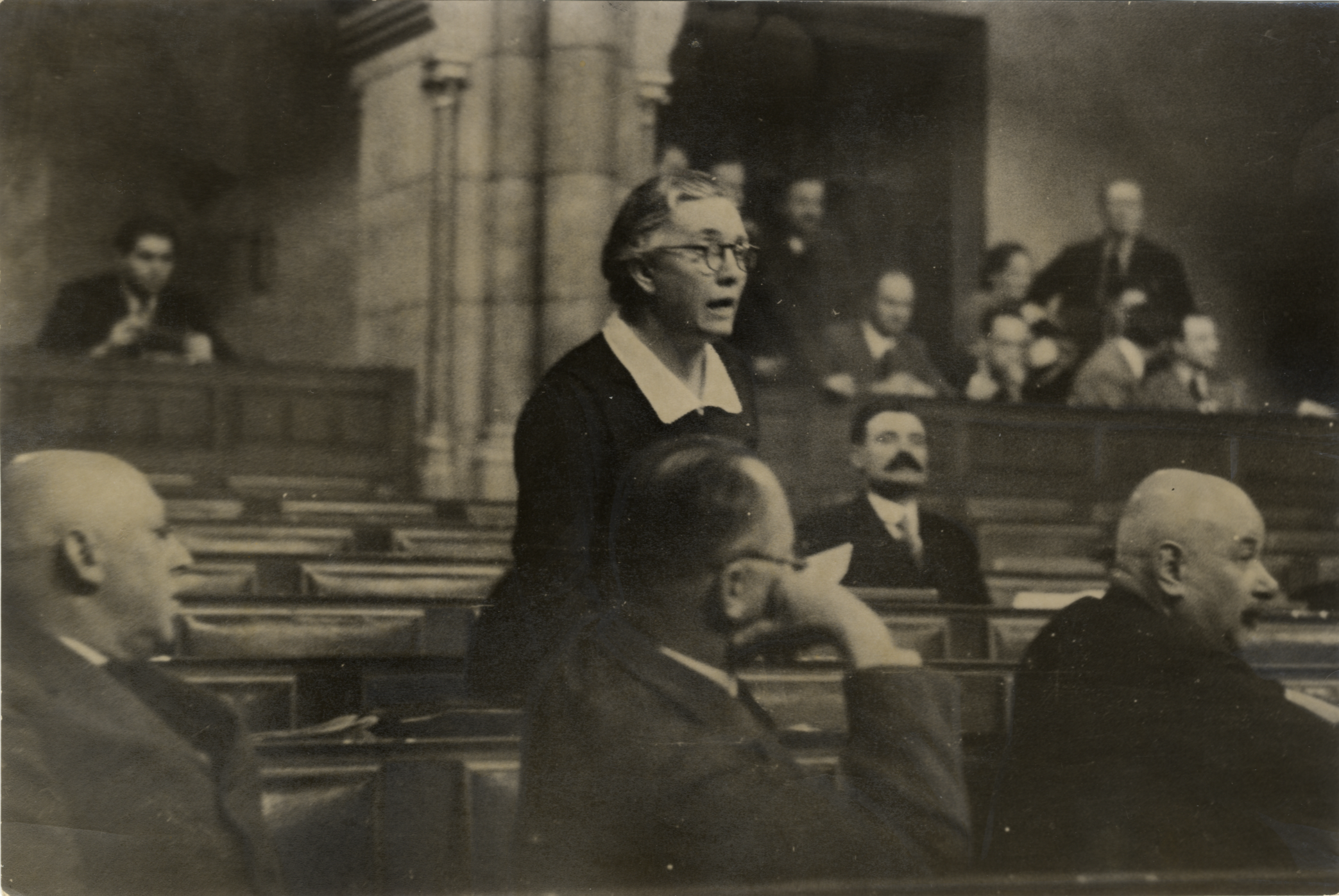
Kéthly felszólal az Országgyűlés alsóházában (1938)

A forradalmak után, a Horthy-korszakban kezdődött politikai pályája. Az MSZDP legálisan működhetett, hiszen a párt vezetője, Peyer Károly megállapodást kötött Bethlen István miniszterelnökkel. Ez volt az úgynevezett Bethlen–Peyer-paktum, amit 1921. december 21-én kötöttek meg, így a párt indulhatott az 1922-es választásokon. A megállapodás értelmében a párt legálisan működhetett, tagjait nem üldözték jobban, mint más ellenzéki pártokét, sajtójuk szabadon írhatott. Cserébe az MSZDP nem fejthetett ki rendszerellenes propagandát külföldön, nem szervezhetett sztrájkokat, illetve nem szervezkedhetett a postás- és vasutas szakszervezetekben.
Kéthly Anna az 1922-es választásokon lett Magyarország második női országgyűlési képviselője. Azonban ő volt az első, aki mandátumát több választáson keresztül is megtartotta. Azért lehetett képviselő, mert a párt, amely szabadulni akart a Tanácsköztársaság idején „kompromittálódott” emberektől, új, korábban ismeretlen politikusokat akart előtérbe helyezni. 1922-től 1945-ig jórészt a társadalmi igazságtalanságok, a nyomor enyhítése beszédeinek témája. Felszólalt az egészségügyi ellátás javítása és természetesen a nők védelmének érdekében. Gyakran az iskolázás kiterjesztése, a tankötelesség 14 éves korig történő emelése mellett érvelt. Ez tulajdonképpen a népiskola 8 osztályossá tételét jelentette, hiszen akkor 4 osztályt kellett kötelezően kijárni. Szintén gyakran foglalt állást az egészségügyi ellátás kiterjesztése mellett.
Érvelési módszere kiemelendő a kor ellenzékijei közül: nem csak azt hangsúlyozta, hogy a munkások mit nyerhetnek az adott javaslat elfogadásával, hanem azt is, hogy a munkaadók számára milyen előnyöket jelentenek az egészséges, képzett munkások.
A Nemzetgyűlés többször is napirendre tűzte a női választójog szűkítését. A cenzust 24-ről 30 évre emelő törvény ellen azzal érvelt, hogy a nők az orvostudomány állása szerint hamarabb érnek meg a férfiaknál, és hogy sok 24-30 év közötti nő van munkában a gazdaság különböző területén. A műveltségi cenzus ellen az volt a kifogása, hogy a vidéki gyerekek illetve a szegények gyermekei hamar, 8-9 éves korukban dolgozni kényszerülnek.
Parlamenti tevékenysége közben különböző újságokban is publikált, valamint többnek volt a szerkesztője. Még fiatalkorában kezdett dolgozni a „Tolnai Világlapjá”-nál, ugyanakkor cikkeket írt a „Nőmunkás” számára is, amelynek felelős szerkesztője volt. A lap 1926-1938 között jelent meg. Cikkei elsősorban szociális kérdésekkel foglalkoztak, valamint a társadalomban betöltendő női szerepekhez adtak útmutatást.

### A második világháború alatt
Az 1930-as évek vége felé egyre inkább radikalizálódott a közélet, a szélsőjobboldal előretört, az ország a hitleri Németország felé közeledett. Kéthly Anna a társadalmi problémák hangoztatása mellett most már a zsidótörvények éles bírálójává vált.
A Horthy-korszak idején 1939-ben tartottak utoljára választásokat. Az MSZDP számára a választás mélypontot jelentett. Míg 1922-ben 25, 1926-ban és 1931-ben 14, 1935-ben 11 képviselőt küldtek, addig 1939-ben csak ötöt. Kéthly Anna megőrizte mandátumát, és továbbra is az országgyűlés tagja maradt. Egyre inkább a németek elleni összefogásra buzdított. Kereste a lehetőséget a polgári erők összefogására, és ezáltal a háborúból való kilépésre. Az 1942-es újvidéki vérengzés ellen Bajcsy-Zsilinszky Endrével együtt emelte fel a szavát, követelte a tettesek felelősségre vonását. Ekkor több halálos fenyegetést is kapott. Amikor barátai azt tanácsolták neki, hogy ezekbe az ügyekbe ne ártsa bele magát, akkor tette híres kijelentését: „Aki fél, menjen cukrászkisasszonynak!”. Bátorságáért párttársa, Böhm Vilmos a magyar politika Jeanne d’Arcjának nevezte.
A demokratikus pártok összefogásának a lehetősége 1943-ban realizálódott, a két legerősebb pártjuk, a Független Kisgazdapárt és az MSZDP szövetséget kötött. Abban reménykedtek, a háború után ez a két párt fog egy demokratikus váltást létrehozni, és elindítják az országot a többpárti demokrácia felé. 1943-44 telén többször tárgyalt Peyer Károllyal együtt angolbarát politikusokkal, a háborúból való kilépés érdekében.
Az országot 1944. március 19-én megszállták a német csapatok. A németekkel kollaboráns Sztójay-kormány betiltotta valamennyi nem szélsőjobboldali pártot és szervezetet. Kéthly ugyanakkor többször is felhívta az ország figyelmét arra, hogy párttársai jelentős részét deportálták, sőt, a miniszterelnök Kállay Miklós és a belügyminiszter, Keresztes-Fischer Ferenc eltűnését is szóvá tette. Mint az ellenzék egyik vezéregyéniségét, előbb a németek, majd a nyilasok keresték, de nem tudták elfogni. Egy Nógrád vármegyei kis településen bujkált, hamis papírokkal és személyazonossággal. A német megszállás alóli felszabadulás után, 1945 februárjában, nem sokkal az ostrom vége után Budapesten jelentkezett az MSZDP vezetőségénél. Az ismert politikus pártja külpolitikai és nemzetiségi ügyekkel foglalkozó bizottságának lett vezetője. Tagja lett a politikai bizottságnak, egyben ő lett a „Világosság” című lap felelős szerkesztője.

### A második világháború után 1956-ig
1945 és 1948 között támogatta a zsidók kivándorlását. Mindezért magas izraeli kitüntetést kapott, Golda Meir személyesen is fogadta. Az 1945-ös választásokon az MSZDP a parlament második legnagyobb pártja lett 17%-kal, az 57%-ot szerző FKgP mögött, de szovjet nyomásra kénytelenek voltak a Magyar Kommunista Pártot (MKP) is bevenni a koalícióba.
Kéthly Anna 1945-től egészen 1948-ig a Nemzetgyűlés, majd az Országgyűlés alelnöke lett. Egyben ő lett pártja parlamenti frakciójának a vezetője. A koalícióba bekerült, a belügyi szerveket megszerző kommunisták hozzá láttak a többi párt felszeleteléséhez és beolvasztásához. A „szalámitaktika” az FKgP-vel kezdődött, de nyilvánvaló volt, hogy az MSZDP sem kerülheti el a beolvadást. A párt több, a két világháború közötti vezetőjét (például a korábbi pártelnököt, Peyer Károlyt) már 1947-ben távozásra kényszerítették a hatóságok és a letartóztatástól való félelem.
Peyer távozása után a párton belül egyre inkább Kéthly lett a vezetője azoknak, akik ellenezték az MKP-val való egyesülést. Kéthly hangsúlyozta, hogy a kommunistákat világnézeti különbségek választják el a szociáldemokratáktól, és hogy a két pártot emiatt nem lehet egyesíteni.
Az 1947-es választáson az MKP választási csalásokkal és visszaélésekkel (például a kékcédulás szavazókkal és a 15%-ot elért MFP mandátumainak megsemmisítésével) a legerősebb párt lett.[forrás?]
1948 volt a „fordulat éve”: ekkor egyesült a két munkáspárt. Az MSZDP XXXVI. kongresszusán a kommunistákkal való egyesülés mellett döntött. Az ezzel egyet nem értőket, valamint a háború előtti vezetők jelentős részét kizárták a pártból, köztük Kéthly Annát is. A két pártból pedig létrejött a Magyar Dolgozók Pártja (MDP). A koalícióból Hazafias Népfront lett. Az 1949-es választások pedig véget vetettek a többpárti demokráciának, minden mandátum az MDP-é lett.
A 60 éves Kéthly ezek után visszavonult a politikától és a közélettől. A letartóztatást azonban nem tudta elkerülni. A Rajk-perben megkezdődött a kommunisták egymás közti leszámolása, így nyilvánvaló volt, hogy a még az országban, illetve szabadlábon lévő egykori MSZDP vezetők is sorra kerülnek. Kéthlyhez hasonlóan került törvénytelenül börtönbe Szakasits Árpád, aki az MSZDP elnöke volt, amikor Kéthlyt kizárták. Kéthly 4 évet töltött börtönben, ítélet nélkül, végül életfogytiglanra és teljes vagyonelkobzásra ítélték.
A politikusnő bebörtönzése éles nemzetközi visszhangot keltett. Végül a Nagy Imre-kormány idején felülvizsgálták az ellene hozott ítéletet, és házi őrizetbe került.

### Emigrációban 1956 után
1956. október 23-án forradalom kezdődött a szovjet típusú rendszer ellen. A szociáldemokrata párt újjáalakult, elnöke Kéthly Anna lett. Őt nem kompromittálta semmilyen együttműködés a kommunistákkal, és ő volt a legtekintélyesebb az itthon maradt vezetők közül. A november 3-án megalakult harmadik Nagy Imre-kormányban államminiszteri posztot kapott.
1956. november 4-én Bécsben tartózkodott, részt vett a Szocialista Internacionálé kongresszusán. Hazafelé tartva értesült a szovjetek bevonulásáról. Többé nem tért vissza az országba. Első útja New Yorkba, az ENSZ magyar bizottságához vezetett, ahol részt vett a forradalomról szóló jelentés elkészítésében. Több memorandumot küldött az ENSZ-hez. 1957-ben a strasbourgi Magyar Forradalmi Tanács elnöke lett. A Szocialista internacionálé és a belga szociáldemokraták segítségével Brüsszelben telepedett le. Ezenkívül ő volt a londoni Népszava főszerkesztője, egészen 1964-ig.
1976. szeptember 7-én halt meg a belgiumi Blankenbergében.

## Művei
- Az ifjúság kérdése; Népszava-könyvkereskedés, Bp., 1932 (Szociáldemokrata füzetek)
- Kéthly Anna–Propper Sándor: Nincs változás. Költségvetés, királykérdés, szociálpolitika; Esztergályos János, Bp., 1933 (Szociáldemokrata füzetek)
- Beszéljünk a falu népéről!; Esztergályos János, Bp., 1934 (Szociáldemokrata füzetek)
- A bányamunkás sorsa föld alatt és föld felett. Peyer Károly, Kéthly Anna, Brogli József felszólalása a DGT pécsvidéki bányatelepe munkásainak ügyében; Esztergályos János, Bp., 1937 (Szociáldemokrata füzetek)
- Keresethalmozás. Kéthly Anna parlamenti beszéde; Világosság Nyomda, Bp., 1938 (Szociáldemokrata füzetek)
- Szeder Ferenc–Malasits Géza–Kéthly Anna: Földet a magyar népnek! Három parlamenti beszéd; összeáll., bev. Takács József; Szociáldemokrata Párt, Bp., 1939
- Demokratikus közoktatás; Népszava, Bp., 1945 (A szocialista tudás könyvtára)
- A kereskedő a demokráciában; Justus Pál, Bp., 1945
- Kéthly Anna válogatott írásai és beszédei; bev., összeáll. Strassenreiter Erzsébet; Elektroplaszt Kisszövetkezet, Bp., 1990
- Szabadságot Magyarországnak. Írások, beszédek, tanúságtétel a magyar szabadságért a száműzetésben, 1956–1976; Kéthly Anna Alapítvány, Bp., 1994
- Száműzve, de le nem győzve. Kéthly Anna emigrációs levelezése, 1957–1976; szerk. Zichy Mihály; OSZK, Bp., 2007
- Kéthly Anna válogatott levelei, 1921–1976; bev., dokumentumvál., összeáll. Strassenreiter Erzsébet; Napvilág, Bp., 2011 + CD-ROM

## Életrajza
- B. Kádár Zsuzsanna: Kéthly Anna. Életrajzi monográfia; Gondolat, Bp., 2023

## Emlékezete
- Hamvait 1990-ben hozták haza és temették el a Rákoskeresztúri új köztemetőben, teljes rehabilitálása 1994-ben történt.
- 2009-ben mutatták be Mészáros Márta Utolsó jelentés Annáról című filmjét, amelyben a politikusnőt Eszenyi Enikő alakítja. (A film életrajzi szempontból nem hiteles.)
- Erzsébetvárosban egy teret neveztek el róla (Kéthly Anna tér), ahol szobrot is állítottak tiszteletére.
- Emléktáblákat avattak fel tiszteletére Budapesten a Pozsonyi út 40. számú, Corvin köz 1. számú, Nap utca 33. számú és a Damjanich utca 51. számú épületeken. Csili Művelődési Központ Nagy Győri István u. 4-6.

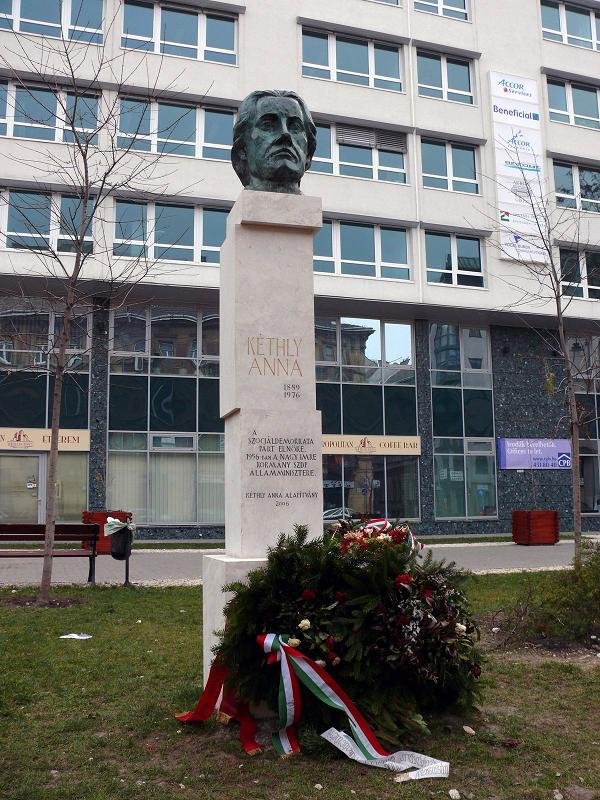
Kéthly Anna szobra a budapest–erzsébetvárosi Kéthly Anna téren
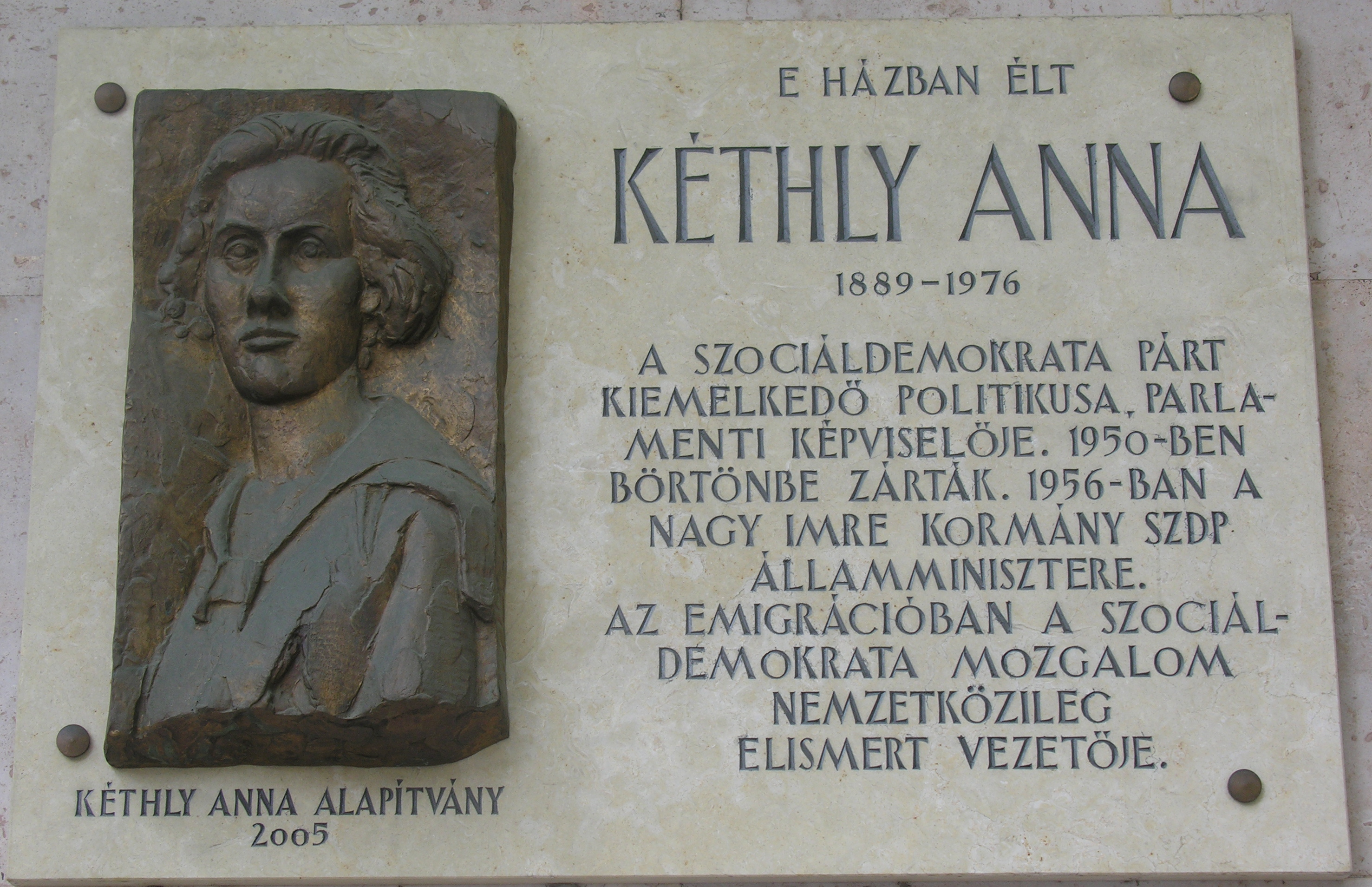
Kéthly Anna emléktáblája egykori lakhelyén, a Pozsonyi út 40. szám alatt
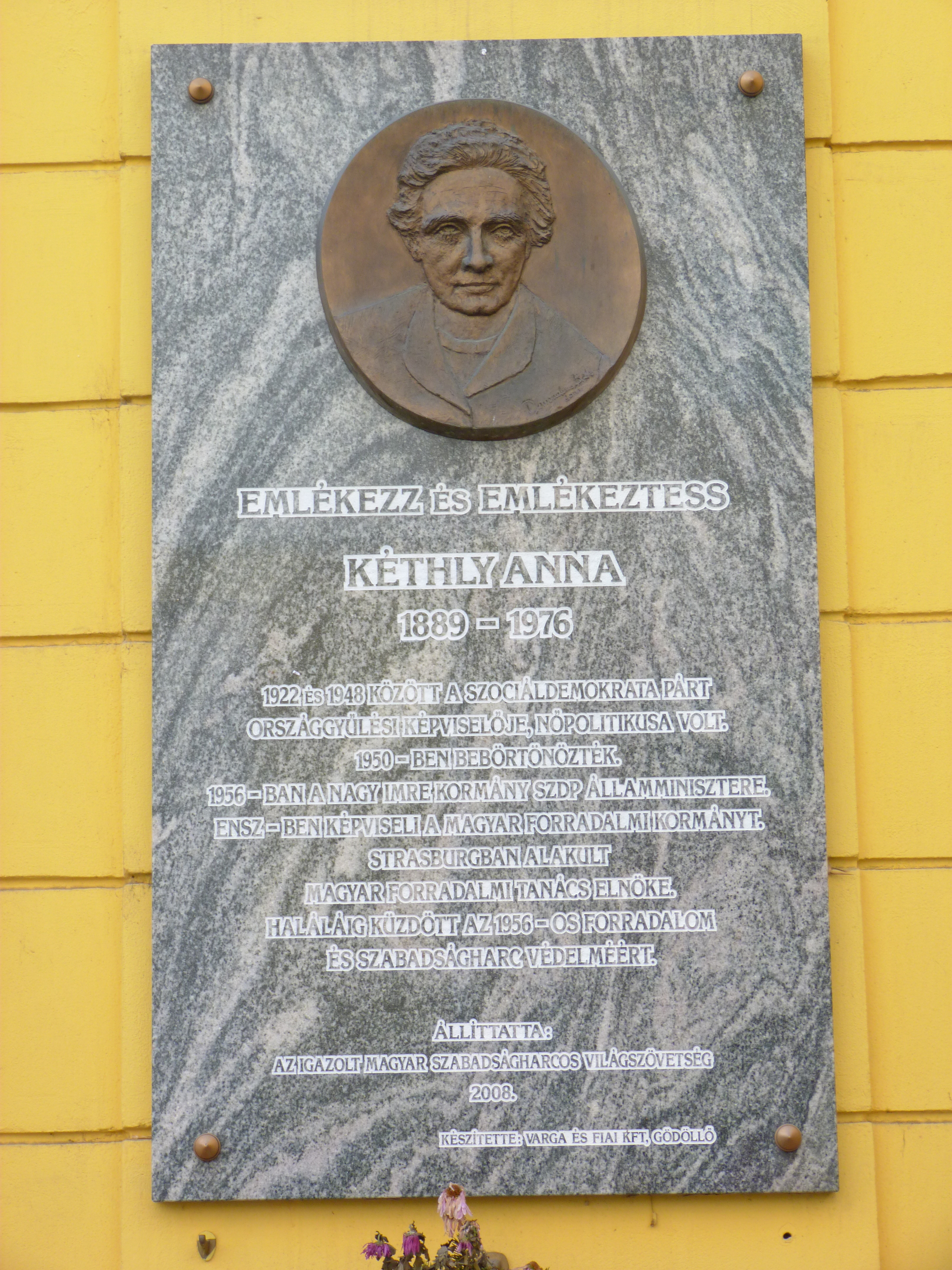
Emléktáblája a Corvin közben
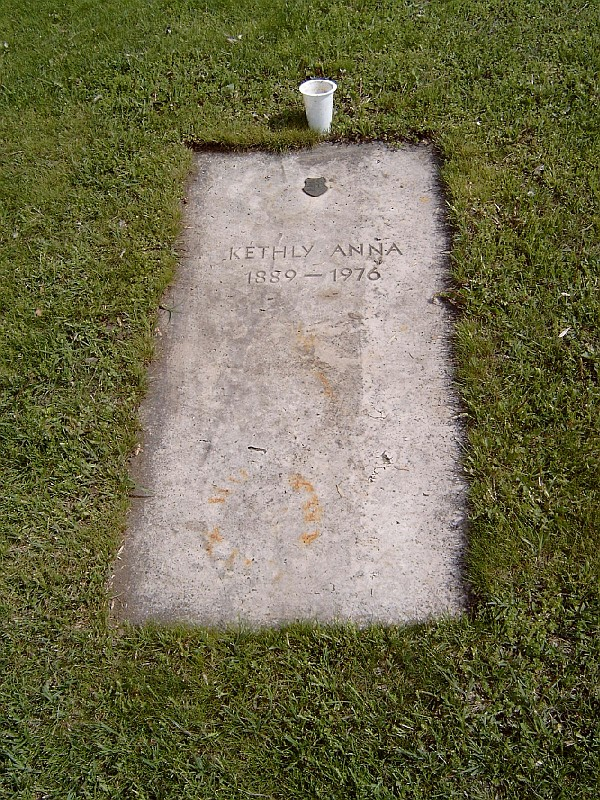
Kéthly Anna sírja Budapesten. Új köztemető: 300. parcella